# Severni kardinal
Severni kardinal (znanstveno ime Cardinalis cardinalis) je ptica pevka, ki prebiva predvsem na območju vzhodnega dela Severne in Srednje Amerike, ki se razteza od juga Kanade, preko vzhoda ZDA do Mehike, Gvatemale in Belizeja.
Samca prepoznamo po značilni živo rdeči barvi perja, ki je tudi ključna pri parjenju: živahnejša kot je barva, večji uspeh pri parjenju ima samec. Samice so obarvane svetlo rjavo in sivo. Med parjenjem samec in samica visoko dvigneta glavo in jo med petjem pozibavata naprej in nazaj; samec pogosto hrani samico v pričetku paritvene sezone. Samci agresivno branijo svoje ozemlje, pogosto napadajo tudi lastno zrcalno sliko na oknih in ogledalih.
V povprečju živijo do 15 let. V dolžino zraste do največ 23 cm, tehta do okoli 50 g. Starši imajo navadno od 2 do 3 zaroda letno, redko 4, v posameznem zarodu samica znese do največ 5 belih, bledo modrih do zelenkasto belih jajc z rjavimi, vijoličnimi in sivimi pegami. Oba starša hranita mladiče. Ti zapustijo gnezdo 9 do 11 dni po izvalitvi.
Kardinali naseljujejo gozdnate pokrajine, pa tudi predmestne vrtove, robne dele gozdov in celo močvirja; pogoj je izobilje gostega grmičevja, kjer radi spletejo gnezda. So vsejedi, povečini se prehranjujejo s semeni, žuželkami in gozdnimi sadeži, občasno celo z manjšimi pajki, polži in stonogami.
Severni kardinal je simbol kar sedmih zveznih držav ZDA, in sicer Illinoisa, Indiane, Kentuckyja, Severne Karoline, Ohia, Virginije, Zahodne Virginije. Je tudi del logotipa poljskega razvijalca videoiger CD Projekt, znanega npr. po seriji videoiger The Witcher.

## Podvrste
Priznanih je 19 podvrst:
- C. c. cardinalis (Linnaeus, 1758)
- C. c. affinis Nelson, 1899
- C. c. canicaudus Chapman, 1891
- C. c. carneus (Lesson, 1842)
- C. c. clintoni (Banks, 1963)
- C. c. coccineus Ridgway, 1873
- C. c. flammiger J.L. Peters, 1913
- C. c. floridanus Ridgway, 1896
- C. c. igneus S.F. Baird, 1860
- C. c. littoralis Nelson, 1897
- C. c. magnirostris Bangs, 1903
- C. c. mariae Nelson, 1898
- C. c. phillipsi Parkes, 1997
- C. c. saturatus Ridgway, 1885
- C. c. seftoni (Huey, 1940)
- C. c. sinaloensis Nelson, 1899
- C. c. superbus Ridgway, 1885
- C. c. townsendi (van Rossem, 1932)
- C. c. yucatanicus Ridgway, 1887

## Galerija
- Odrasla samica
- Gnezdo z jajcem in pravkar izvaljenim mladičem
- Samec med hranjenjem samice